# 黒い恋人
黒い恋人（くろいこいびと）は、北海道の菓子卸販売企業である札幌グルメフーズが製造・販売している菓子。黒豆を練りこんだチョコレートでトウモロコシをコーティングした菓子であり、とうきびチョコの一種である。

## 開発の経緯
北海道の土産菓子としては、以前から白い恋人（石屋製菓）が知られており、かつて香港の土産屋から札幌グルメフーズへ「白い恋人と似たような商品がないか」と問い合わせがあったことと、「北海道旭川市が黒豆の産地であり、体に良いとされる黒豆とチョコレートの組合せによって北海道らしい商品を生み出せないか」と考えられたことが、開発の経緯となった。
あさひかわ農業協同組合（以下、JAあさひかわと略）で「黒い恋人」というブランドの黒豆があったこと、札幌グルメフーズの製品である「夕張メロンキャラメル」が日本全国のデパートで1位の売り上げになっていたこともあり、札幌グルメフーズがJAあさひかわへ「黒豆を使った商品を展開すればプラスになる」と持ちかけ、黒豆とチョコレートを合わせて作られたものが、菓子としての黒い恋人である。「黒い恋人」の名を菓子に用いることは、JAあさひかわからの了承が得られている。

## 特徴
白い恋人に似ているが、内容はまったく異なり、黒豆を練り込んだチョコレートで、コーンパフ（トウモロコシのパフ）をコーティングした菓子である。粉末にして炒った黒豆による香ばしさ、優しい甘さ、トウモロコシの軽い食感が特徴である。原料の黒豆は、JAあさひかわから供給されている。黒豆の風味を保つために、チョコレート4割、黒豆6割という味のバランスが目指されている。
パッケージも、黒を基調とした表装に、白抜きのカップルのシルエットが大きく描かれ、白い恋人とは全く異なる。1本ずつ個別包装されているために、土産菓子としても適している。
バリエーションとして「黒い恋人キャラメル」がある。2017年には「黒い恋人 黒豆バウムクーヘン」が発売されている。

## 反響
2011年7月に発売が開始されて以来、特に宣伝もしていないにもかかわらず、口コミで評判になり、製造が追いつかないほどの売れ行きを示している。北海道内にあるデパートの半数以上で販売されており、北海道を代表する人気菓子との声もある。夏の観光シーズンは生産が間に合わなくなるほどという。
白い恋人に似た名前から、「珍土産」「珍名商品」「おもしろい商標」とメディアに取り上げられることもある。「黒い恋人」のイメージから「怪しげ」「探偵漫画の犯人のよう」「早く別れるべきではないか」「北海道出張に際し、嫁には『白い恋人』を、不倫相手のOLには『黒い恋人』を」との声もあるが、札幌グルメフーズは「決して愛人でも、怪しい関係でもない」としている。